# John O'Brien (scrittore)
John O'Brien (Oxford, 21 maggio 1960 – Los Angeles, 10 aprile 1994) è stato uno scrittore statunitense, il cui primo romanzo, Via da Las Vegas, venne pubblicato nel 1990 e adattato in versione cinematografica nel 1995.

## Biografia
O'Brien nacque a Oxford in Ohio, dove i suoi genitori, Bill e Judy O'Brien erano entrambi studenti all'Università di Miami. Era il fratello di Erin O'Brien. Cresciuto a Brecksville e a Lakewood, si diplomò alla Lakewood High School nel 1978. Sposò Lisa Kirkwood nel 1979 e si trasferì a Los Angeles in California nel 1982. Il suo primo romanzo, Via da Las Vegas, venne dedicato alla moglie.
O'Brien si suicidò, sparandosi alla testa, due settimane dopo aver saputo che il suo libro, Via da Las Vegas, sarebbe stato adattato per il cinema. Il padre disse poi che il romanzo era probabilmente la sua lettera d'addio.. Altri due suoi libri, lasciati incompiuti e completati dalla sorella Erin, vennero pubblicati postumi: The Assault on Tony's (Grove Press, 1996) e Stripper Lessons (Grove Press, 1997). Un quarto libro manoscritto, intitolato Better, è stato pubblicato da Akashic Press nel 2009. O'Brien è stato anche autore di un episodio del programma per bambini I Rugrats intitolato "Toys in the Attic" (episodio 37).